# 나가토로역
나가토로역(일본어: 長瀞駅, ながとろえき)은 일본 사이타마현 지치부군 나가토로정에 있는 지치부 철도 지치부 본선의 역이다.
간토의 역 백선의 제1회 선정된 역이다. 역전 관광 안내소에는 "나가토로 정 관광 정보관"이 있어 나가토로의 관광 거점이다. 호도산・호도산 신사 쪽으로 역전 거리가 이어지고 있다. 또한, 지치부 선을 끼고 역 개찰구의 반대쪽은 나가토로 계곡(암석 단구)에 상점가가 계속되고 있다. 나가토로 정은 과거 노카미 정을 자칭하고 있어 정사무소 등은 인근 노가미 역과 가깝다.
세이부 철도에서 직결운행하는 열차는 이 역까지 운행한다.

## 역 구조
혼합식 승강장 2면 3선의 지상역으로 직영역이다. 역무원 근무 시간은 첫차(5시경) ~ 막차(23:30경)이다.
외국인 관광객의 이용 증가에 대응하여, 다언어 대응의 자동 매표기와 통역용 태블릿 단말이 도입되어 있다.
세이부 철도(이케부쿠로 선과 지치부 선)의 직통 열차는 오하나바타케 역에서 당역까지 운행되었다. 1989년의 직통 초기에는 배선 등의 사정으로 옆의 노가미 역까지 운행하였고, 이후 요리이 역까지 연장되어, 2007년 3월 6일부터 요리이 역이 종점이 되었다.

### 승강장
| 1 | ■ 지치부 본선 | 요리이・구마가야・교다시・하뉴 방면                                |
| 2 | ■ 지치부 본선 | 지치부・미쓰미네구치 방면                                          |
| 3 | ■ 지치부 본선 | 지치부・■세이부 철도로 직결 운행 한노・도코로자와・이케부쿠로 방면 |
| 3 | ■ 지치부 본선 | SL열차 타는곳                                                      |

## 역 주변
- 국도 140호선
- 아라카와강
- 호도산
- 호도산 신사
- 호도산 케이블카
- 나가토로 역전 우체국

## 역사
- 1911년 9월 14일: 호도산역(일본어: 宝登山駅, ほどさんえき)으로 영업 개시.
- 1923년 7월 7일: 역명을 나가토로역으로 변경.

## 인접역
| 지치부 철도 ■ 지치부 본선 | 지치부 철도 ■ 지치부 본선 | 지치부 철도 ■ 지치부 본선      |
| ------------------------- | ------------------------- | ------------------------------ |
| 요리이 하뉴 방면          | SL "팔레오 익스프레스"    | 미나노 미쓰미네구치 방면       |
| 노가미 하뉴 방면          | 보통                      | 미나노 미쓰미네구치 방면       |
| 노가미 하뉴 방면          | 보통                      | 가미나가토로 미쓰미네구치 방면 |